# خالد عثمان (لاعب كريكت)
خالد عثمان (1 مارس 1986 - ) هو لاعب كريكت باكستاني.

## وصلات خارجية
- خالد عثمان على موقع إي آس بي آن كريك إنفو (الإنجليزية)